# قطب سرما
مه لقا  به نقاطی در نیم‌کره شمالی و نیم‌کره جنوبی گفته می‌شود که در آنجا رکورد پایین‌ترین دمای هوا ثبت شده‌است.

## نیم‌کره جنوبی

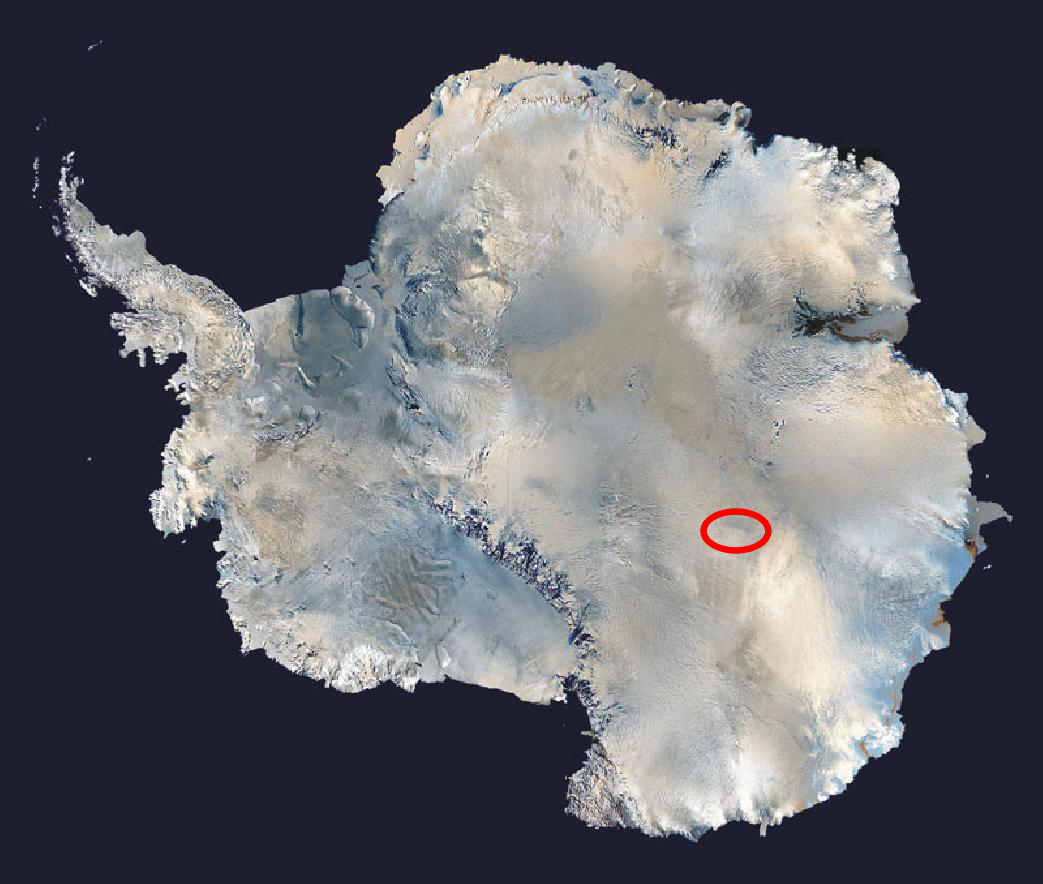
موقعیت دریاچه وستوک در تصویر ماهواره‌ای ناسا

قطب سرمای نیم‌کره جنوبی اکنون در پایگاه وستوک در جنوبگان در مختصات جغرافیایی ۷۸°۲۸′ جنوبی ۱۰۶°۴۸′ شرقی / ۷۸٫۴۶۷°جنوبی ۱۰۶٫۸۰۰°شرقی قرار دارد. این پایگاه متعلق به روسیه است و پیشتر به اتحاد جماهیر سوسیالیستی شوروی تعلق داشت. در ۲۱ ژوئیه ۱۹۸۳ این پایگاه دمای ۸۹٫۲− درجه سلسیوس را ثبت کرد که این دما پایین‌ترین دمایی است که تا کنون در طبیعت ثبت شده‌است. ایستگاه وستوک در ارتفاع ۳٬۴۸۸ متری از سطح دریا قرار دارد و چون بیش از ۱۰۰۰ هزار کیلومتر از نزدیک‌ترین ساحل فاصله دارد، اثر تعدیل‌کننده دمای اقیانوس در این پایگاه خنثی می‌شود. به دلیل عرض جغرافیایی بالا، این ایستگاه، حدود سه ماه از سال (از اوایل ماه مه تا ژوئیه) را در شب قطبی می‌گذراند. همه این عوامل باعث شده تا دمای هوای تابستان در ایستگاه وستوک به ندرت از ۲۵- درجه سلسیوس فراتر رود و دمای هوا در زمستان بارها از ۷۰- درجه سردتر می‌شود. در مقایسه با ایستگاه وستوک، قطب جنوب به دلیل ارتفاع کمتر به‌طور میانگین بین ۵ تا ۱۰ درجه گرم‌تر از پایگاه وستوک است و رکورد سردترین دمای ثبت‌شده در قطب جنوب ۸۲٫۸- درجه سلسیوس است.

## نیم‌کره شمالی
در نیم‌کره شمالی، دو نقطه در جمهوری یاقوتستان واقع در سیبری در روسیه به عنوان قطب سرمایی در زمستان به‌شمار می‌روند. این دو محل عبارتند از ورخویانسک (در مختصات جغرافیایی ۶۷°۳۳′ شمالی ۱۳۳°۲۳′ شرقی / ۶۷٫۵۵۰°شمالی ۱۳۳٫۳۸۳°شرقی) و اویمیاکن (در مختصات جغرافیایی ۶۳°۱۵′ شمالی ۱۴۳°۹′ شرقی / ۶۳٫۲۵۰°شمالی ۱۴۳٫۱۵۰°شرقی).
در دسامبر ۱۸۶۸ و سپس در فوریه ۱۸۶۹ ایوان خودیاکوف قطب شمالی سرمای زمین را با اندازه‌گیری رکورد دمای ۶۳٫۲− درجه سلسیوس در ورخویانسک کشف کرد. سپس در ژانویه ۱۸۸۵، دمای ۶۷٫۸- درجه سلسیوس نیز در آنجا توسط سرگئی کوالیک ثبت شد. سردترین دمای ثبت‌شده مورد اطمینان در ورخویانسک ۶۷٫۶- درجه است که در ۵ و ۷ فوریه ۱۸۹۲ اندازه‌گیری شده‌است.
در سال ۱۹۲۴، دانشمند روسی سرگئی اوبروچف پایین‌ترین دما را به میزان ۷۱٫۲- درجه سلسیوس ثبت کرد. در ۶ فوریه ۱۹۳۳ دمای ۶۷٫۷− درجه در ایستکاه هواشناسی اویمیاکن ثبت شد. این دما سردترین دمای ثبت‌شده مورد اطمینان در نیم‌کره شمالی است. این ایستکاه هواشناسی در دره‌ای بین اویمیاکن و تومتور قرار دارد. ایستگاه در ارتفاع ۷۵۰ متری از سطح دریا قرار دارد و کوه‌های پیرامون آن ۱٬۱۰۰ متر ارتفاع دارند که باعث کشیده‌شدن هوای سرد به داخل دره می‌شود. مطالعات اخیر نشان می‌دهد که دمای زمستان در این منطقه با افزایش ارتفاع از سطح دریا در حدود ۱۰ درجه سلسیوس افزایش می‌یابد.